# Римак
Ри́мак (исп. Río Rímac) — река на западе Перу. Берёт начало из озера Тиктикоча высоко в Андах в провинции Лима и впадает в Тихий океан в черте города Лима возле аэропорта Хорхе Чавеса. Длина реки около 145 километров, площадь водосборного бассейна — 3504 км².
Основные притоки Римака — реки Сан-Матео, Санта-Эулалия и Рио-Бланко. В бассейне реки расположено 191 озеро.
Территория бассейна реки относится к экологическому региону пустыни и ксерофитных кустарников; преобладающие виды древесных растений — Polylepis incana и Escallonia resinosa.
Среднегодовой расход воды в приустьевой части реки в городе Лима составляет 26,6 м³/с. В связи с ростом Лимы река к середине XX века сильно обмелела и правительство вынуждено было ограничить забор воды из реки в 1962 году, но до сих пор Римак имеет большое значение в снабжении Лимы и Кальяо питьевой водой.
Название река приобрела от кечуа rimaq означающего «говорить», многие местные жители называют Римак по-испански El Río Hablador, буквально означающее «говорящая река». Такое название было дано, вероятнее всего, во времена инков из-за большого шума, издаваемого водами реки во время полноводья.

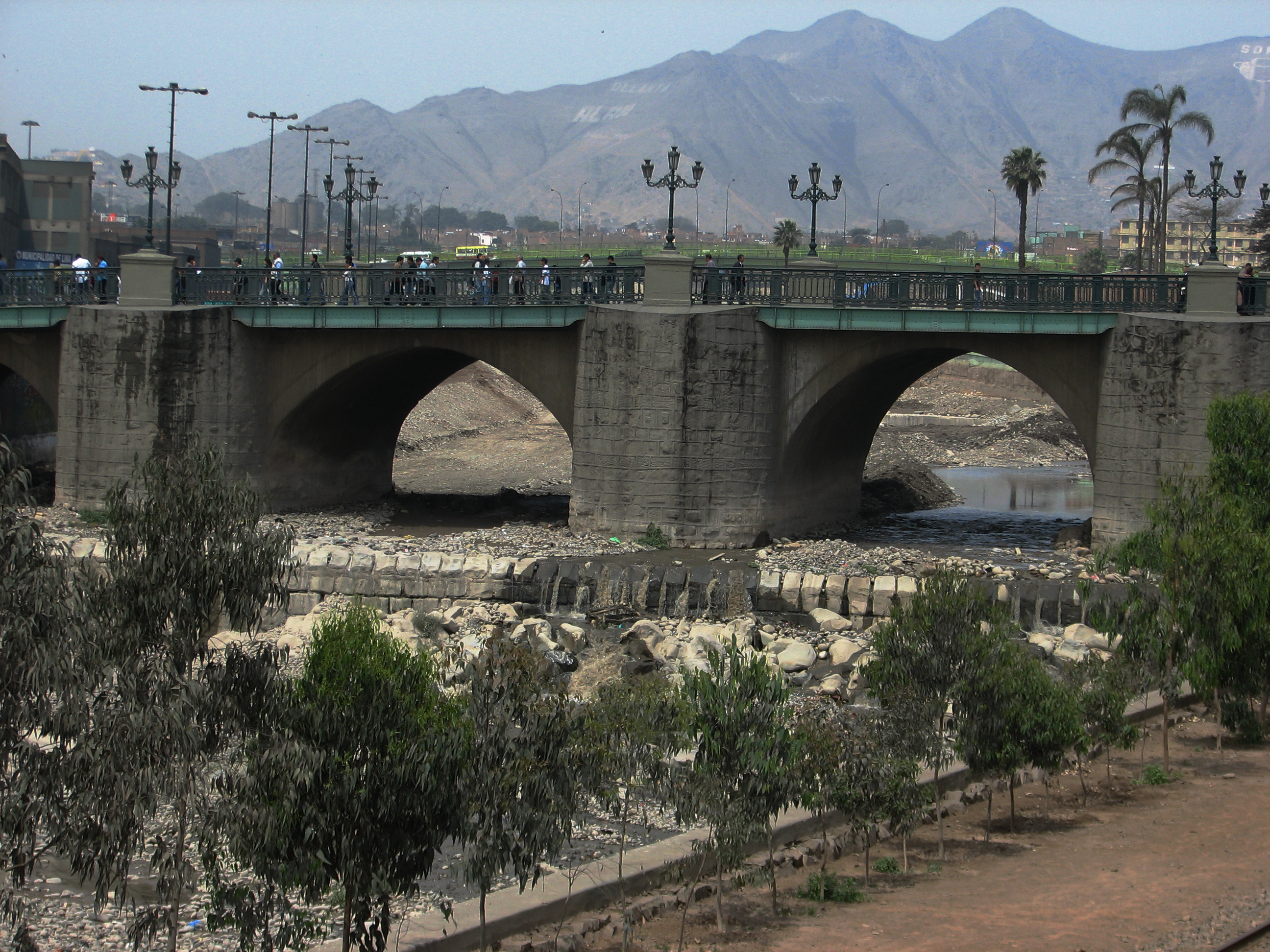
Мост через Римак в черте Лимы.